# Приманыческий
Приманыческий  — посёлок (сельского типа) в Ики-Бурульском районе Калмыкии,  в составе Зундатолгинского сельского муниципального образования. Посёлок газифицирован, имеется асфальтированный подъезд (от посёлка Зунда-Толга).
Население - 112 (2012)

## История
Дата основания не установлена. Обозначен на американской карте СССР 1950 года как населённый пункт без названия. На карте 1964 года указан под названием Приманычский.

## Физико-географическая характеристика
Посёлок расположен у южной кромки Ергенинской возвышенности, относящейся к Восточно-Европейской равнине, в 1 км от северного берега Чограйского водохранилища, созданного в долине реки Маныч, на высоте около 35 метров над уровнем моря. Посёлок окружён пастбищными угодьями. Рельеф местности полого-увалистый, имеет общий уклон с севера на юг, по направлению к Чограйскому водохранилищу. Почвы - каштановые солонцеватые и солончаковые почвы.
По автомобильной дороге расстояние до столицы Калмыкии города Элиста (до центра города) составляет 94 км, до районного центра посёлка Ики-Бурул - 73 км, до административного центра сельского поселения посёлка Зунда-Толга - 3,8 км. 
Климат
Климат континентальный, засушливый, с жарким летом и относительно холодной и малоснежной зимой (согласно классификации климатов Кёппена - семиаридный (индекс BSk)). Среднегодовая температура воздуха положительная и составляет + 10,7 °C, средняя температура самого жаркого месяца июля + 24,9 °С, самого холодного месяца января - 4,4 °С. Расчётная многолетняя норма осадков - 337 мм. Наименьшее количество осадков выпадает в феврале (норма осадков - 17 мм). Наибольшее количество - в июне (49 мм).
Часовой пояс
Приманыческий, как и вся Республика Калмыкия, находится в часовой зоне МСК (московское время). Смещение применяемого времени относительно UTC составляет +3:00.

## Население
| 2002 | 2010 | 2012 |
| ---- | ---- | ---- |
| 150  | ↗157 | ↘112 |

Национальный состав
Согласно результатам переписи 2002 года большинство населения посёлка составляли калмыки (88 %)
| Национальность | Численность (2010) | Процент |
| -------------- | ------------------ | ------- |
| Калмыки        | 142                | 90,3%   |
| Русские        | 5                  | 3,2%    |
| Даргинцы       | 4                  | 2,5%    |
| Буряты         | 3                  | 1,9%    |
| Кумыки         | 3                  | 1,9%    |
| Всего          | 157                | 100%    |